# Julie Warner

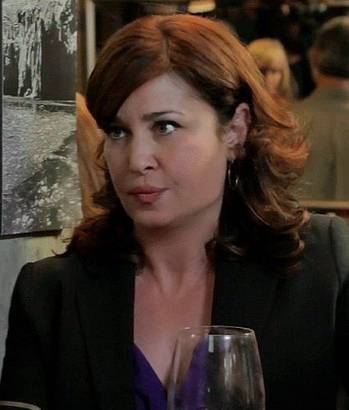
Julie Warner, 2013

Juliet Mia „Julie“ Warner (* 9. Februar 1965 in New York City) ist eine US-amerikanische Schauspielerin.

## Leben
Warner wuchs in einer jüdischen Familie im Stadtteil Upper West Side von Manhattan auf und besuchte die Dalton School. Im Jahr 1987 absolvierte sie die Brown University im Fach Theaterwissenschaften, dann zog sie nach Los Angeles.
In Flatliners spielte sie 1990 eine kleine Nebenrolle, im Jahr darauf hatte sie eine der Hauptrollen in der Komödie Doc Hollywood an der Seite von Michael J. Fox. Eine weitere größere Rolle hatte sie in Der letzte Komödiant – Mr. Saturday Night neben Billy Crystal und Helen Hunt. Zwischen 1999 und 2001 spielte sie in der Fernsehserie Frauenpower, seit 2005 übernahm sie eine der Hauptrollen in der Serie Hidden Howie. Gastauftritte hatte sie unter anderen in den Fernsehserien Raumschiff Enterprise – Das nächste Jahrhundert, Scrubs – Die Anfänger  und Nip/Tuck.
Julie Warner war ab 1995 mit dem Schauspieler, Produzenten, Drehbuchautor und Regisseur Jonathan Prince verheiratet, die Ehe wurde geschieden. 1997 wurde ihr Sohn geboren.

## Filmografie (Auswahl)
- 1989, 1990: Raumschiff Enterprise – Das nächste Jahrhundert (Star Trek: The Next Generation, Fernsehserie, 2 Folgen)
- 1990: Flatliners – Heute ist ein schöner Tag zum Sterben (Flatliners)
- 1991: Doc Hollywood
- 1992: Der letzte Komödiant – Mr. Saturday Night (Mr. Saturday Night)
- 1993: Indian Summer – Eine wilde Woche unter Freunden (Indian Summer)
- 1994: Puppet Masters – Bedrohung aus dem All (The Puppet Masters)
- 1995: Tommy Boy – Durch dick und dünn (Tommy Boy)
- 1996: Die Stunde der Teufelinnen (Wedding Bell Blues)
- 1997: White Lies – Das Leben ist zu kurz, um ehrlich zu sein (White Lies)
- 1998: Mr. Murder – Er wird dich finden … (Mr. Murder)
- 1999: Party of Five (Fernsehserie, 3 Folgen)
- 1999–2001: Frauenpower (Family Law, Fernsehserie, 49 Folgen)
- 2003, 2004; 2006: Nip/Tuck (Fernsehserie, 7 Folgen)
- 2007: Crossroads: A Story of Forgiveness
- 2009: L.A. Crash (Fernsehserie, 7 Folgen)
- 2013: Grey’s Anatomy (Fernsehserie, 1 Folge)
- 2015: Breaking Through
- 2017: The Beautiful Ones
- 2020: Unbelievable!!!!!
- 2021: The Good Doctor (Fernsehserie, 2 Folgen)
- 2023: Where Are You, Christmas? (Fernsehfilm)